# Theys Eluay
Theys Hiyo Eluay (ur. 1937, zm. 2001) – papuaski aktywista, działacz na rzecz niepodległości Papui Zachodniej.
Początkowo wspierał politykę Suharto, później zaczął się skłaniać ku idei suwerenności Papui Zachodniej. Był liderem pokojowych wystąpień w rocznicę wydarzeń z 1 grudnia 1961, zorganizowanych w Jayapurze w 1999. Podczas II Papuaskiego Kongresu Narodowego (grudzień 1999) wybrano go przewodniczącym Prezydium Rady Papui (PDP). 10 listopada 2001 został porwany, a następnie zamordowany.